# Rhabdomastix (Rhabdomastix) angusticellula
Rhabdomastix (Rhabdomastix) angusticellula is een tweevleugelige uit de familie steltmuggen (Limoniidae). De soort komt voor in het Palearctisch gebied.